# Xylophanes amadis
Xylophanes amadis là một loài bướm đêm lớn thuộc họ Sphingidae. Nó được tìm thấy ở Surinam, và westward through Guyana, Venezuela và Bolivia.

## sự miêu tả

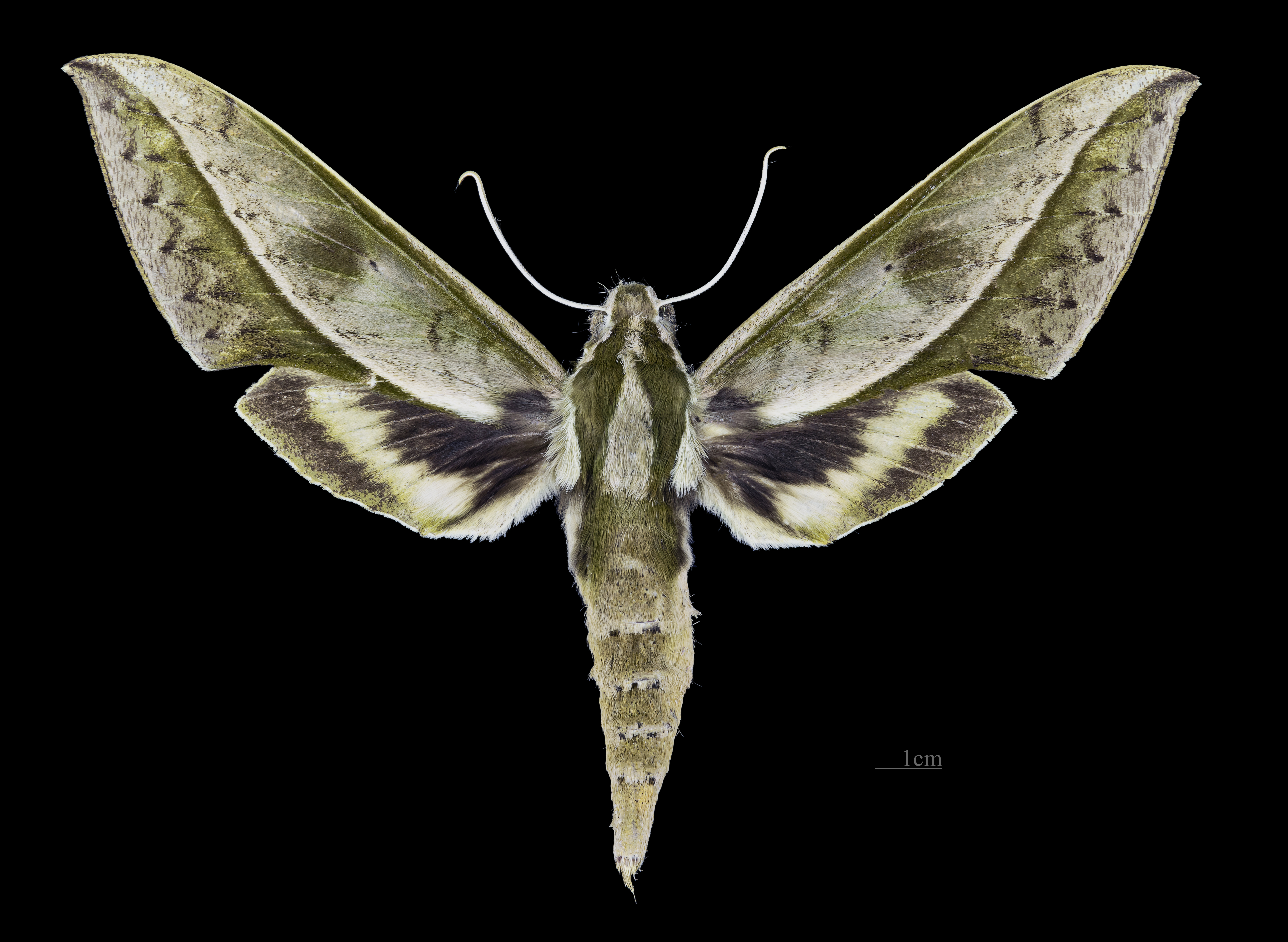
Xylophanes amadis ♂
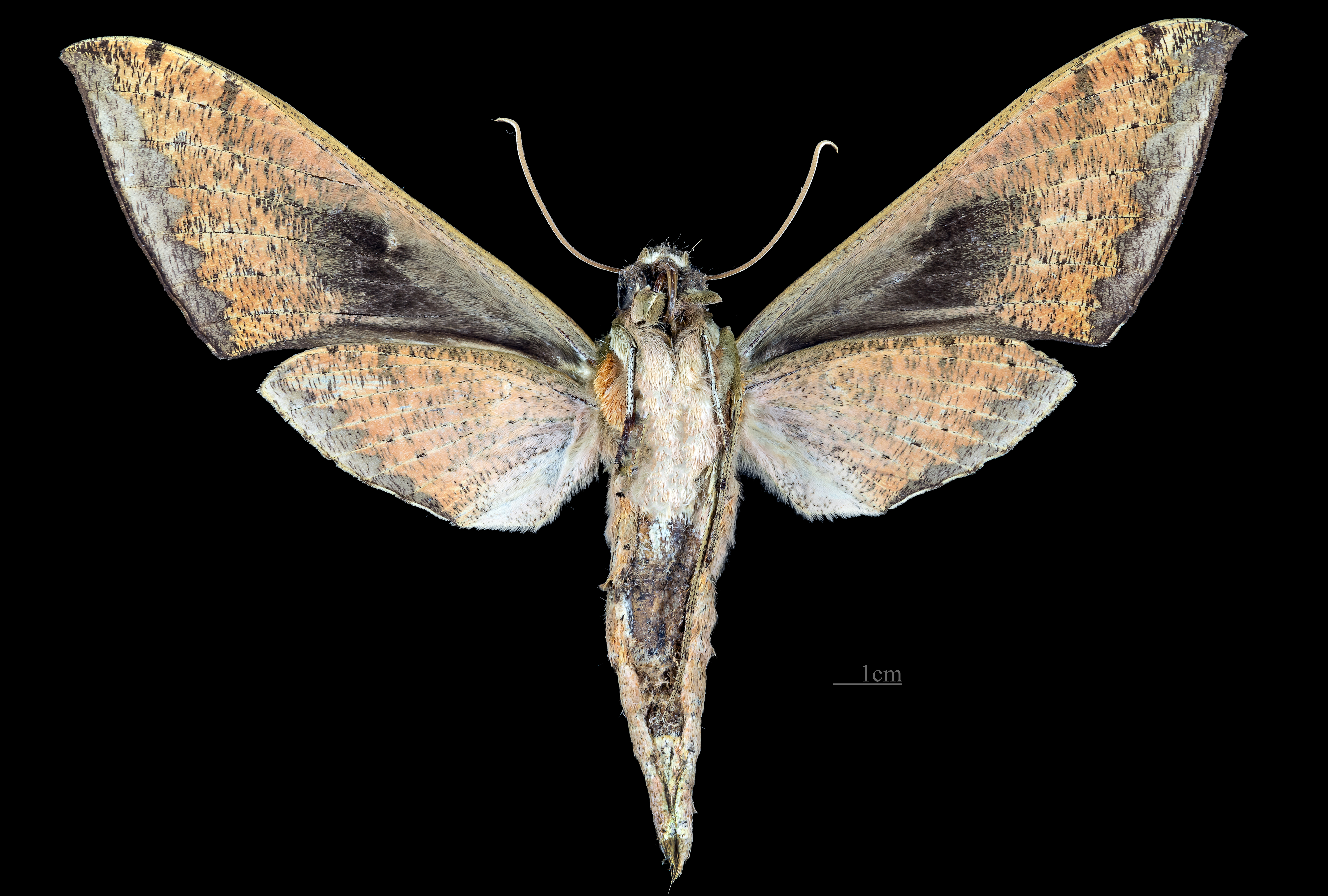
Xylophanes amadis ♂   △
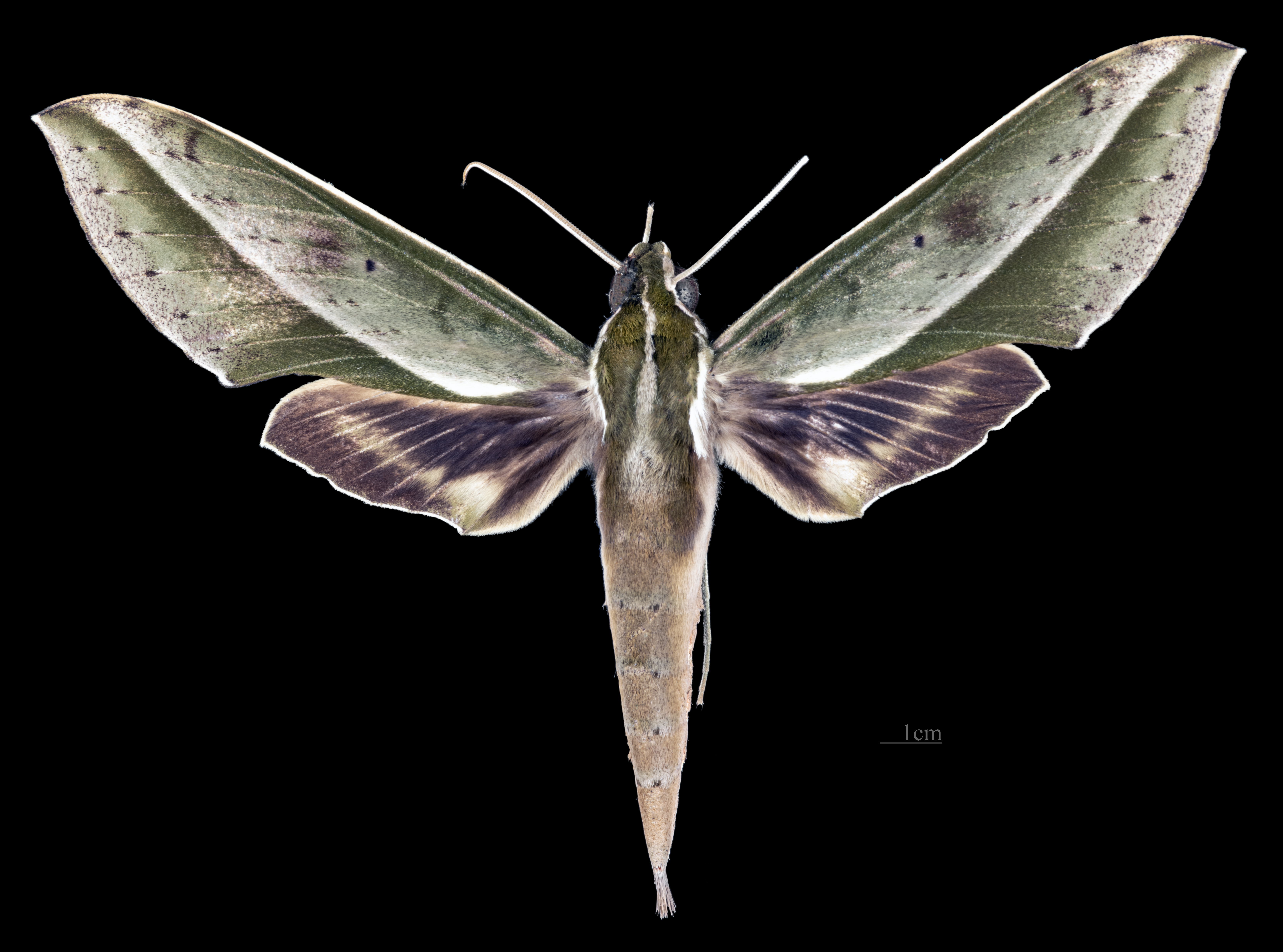
Xylophanes amadis  ♀
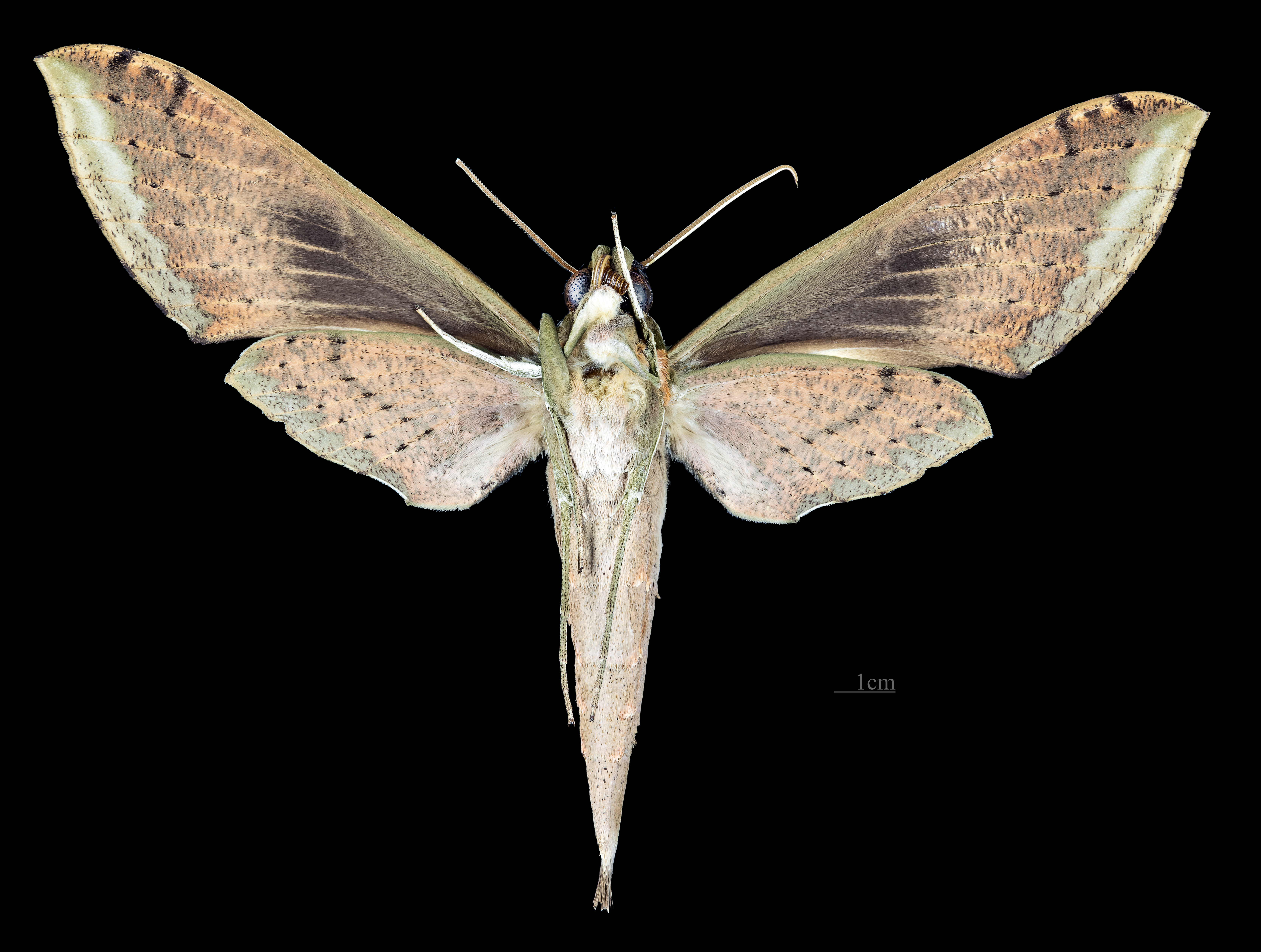
Xylophanes amadis  ♀ △

## Hình ảnh

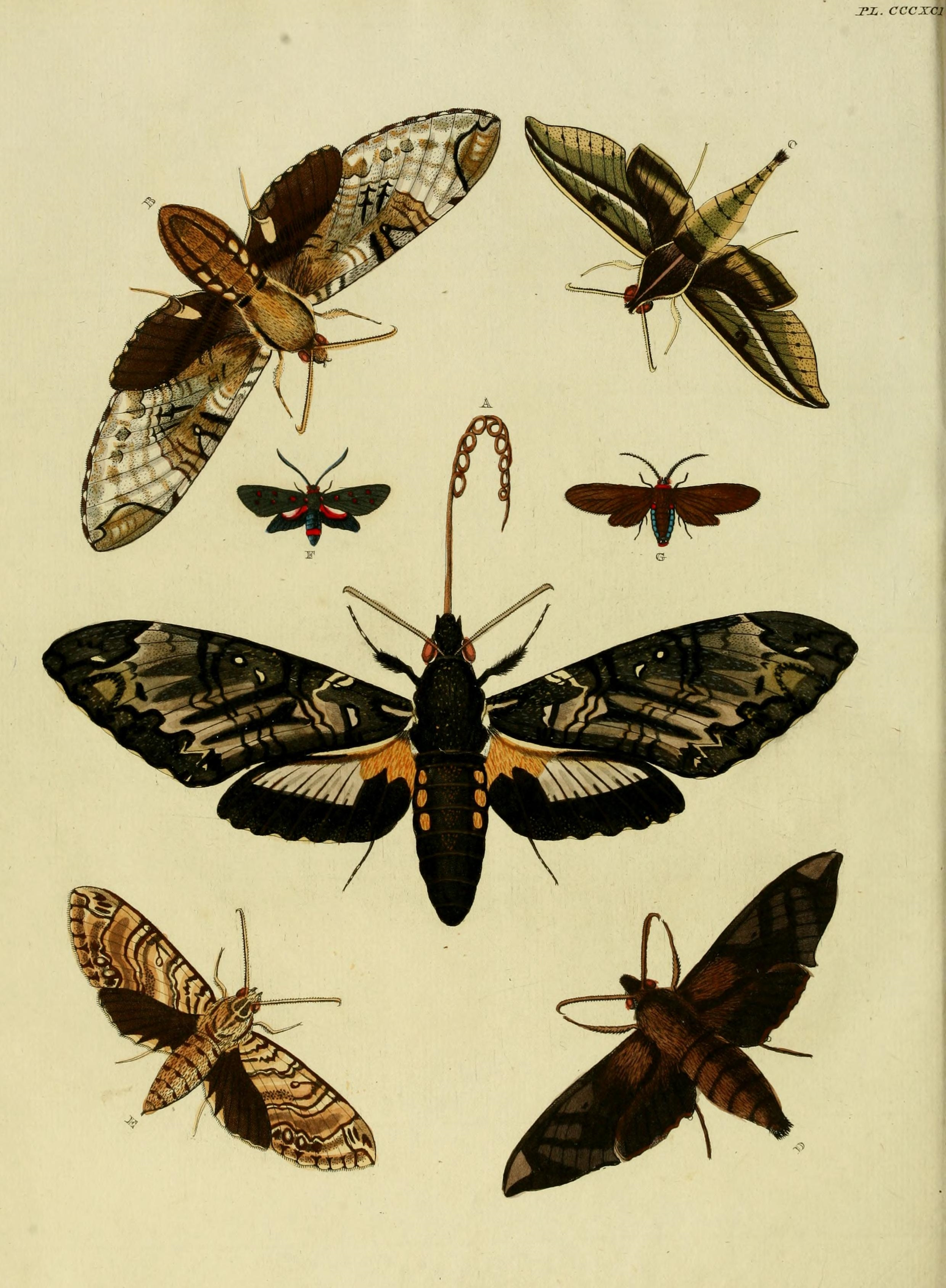
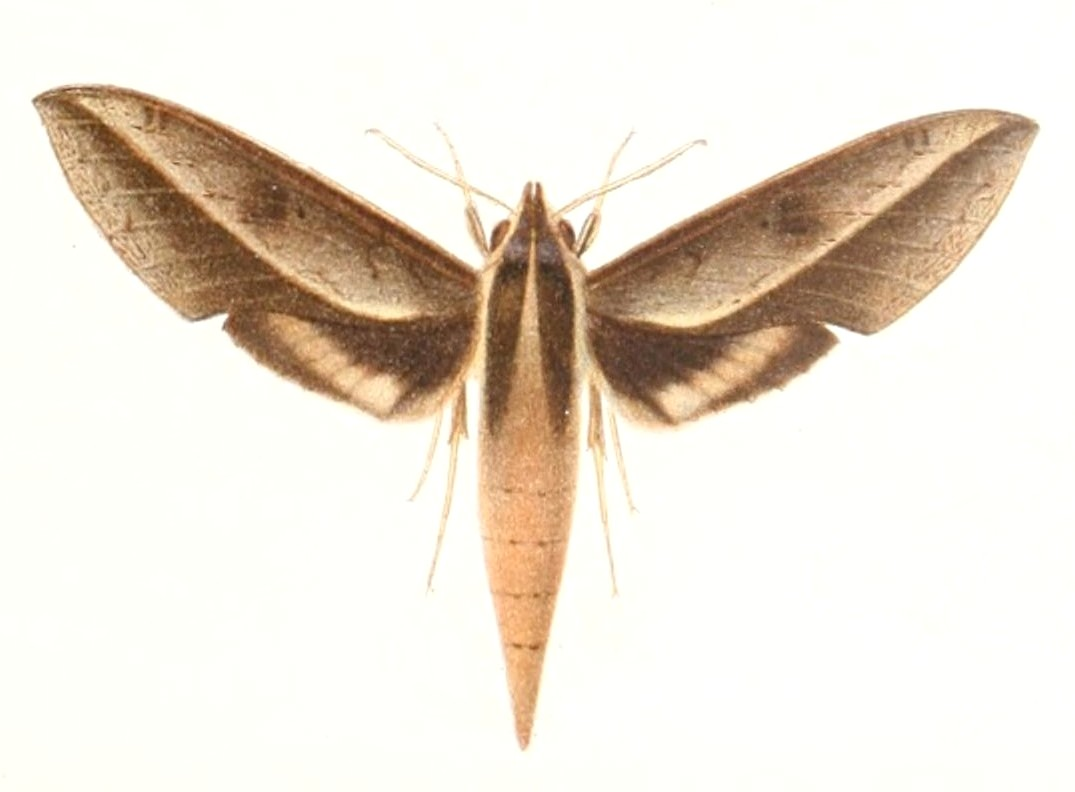
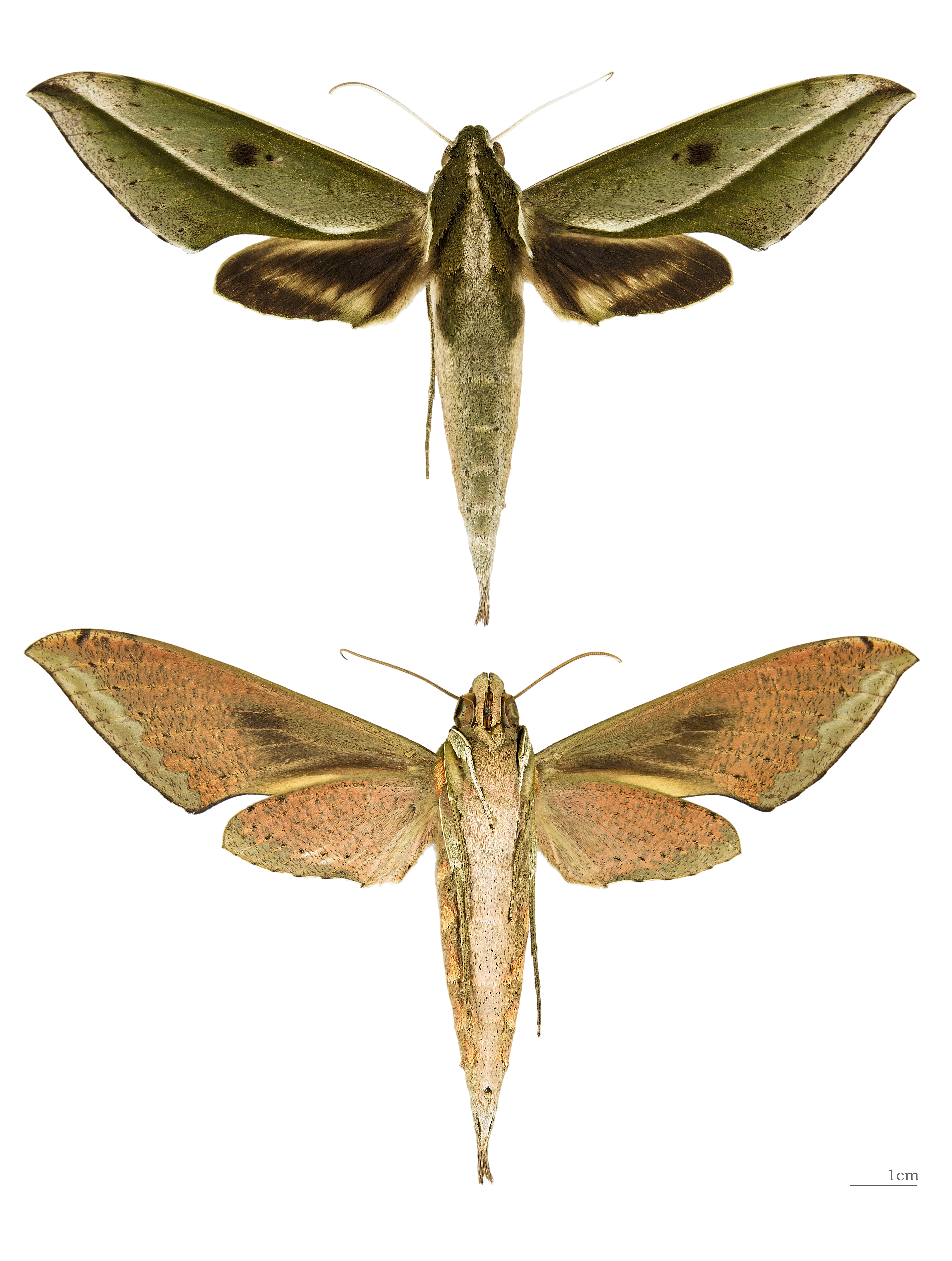
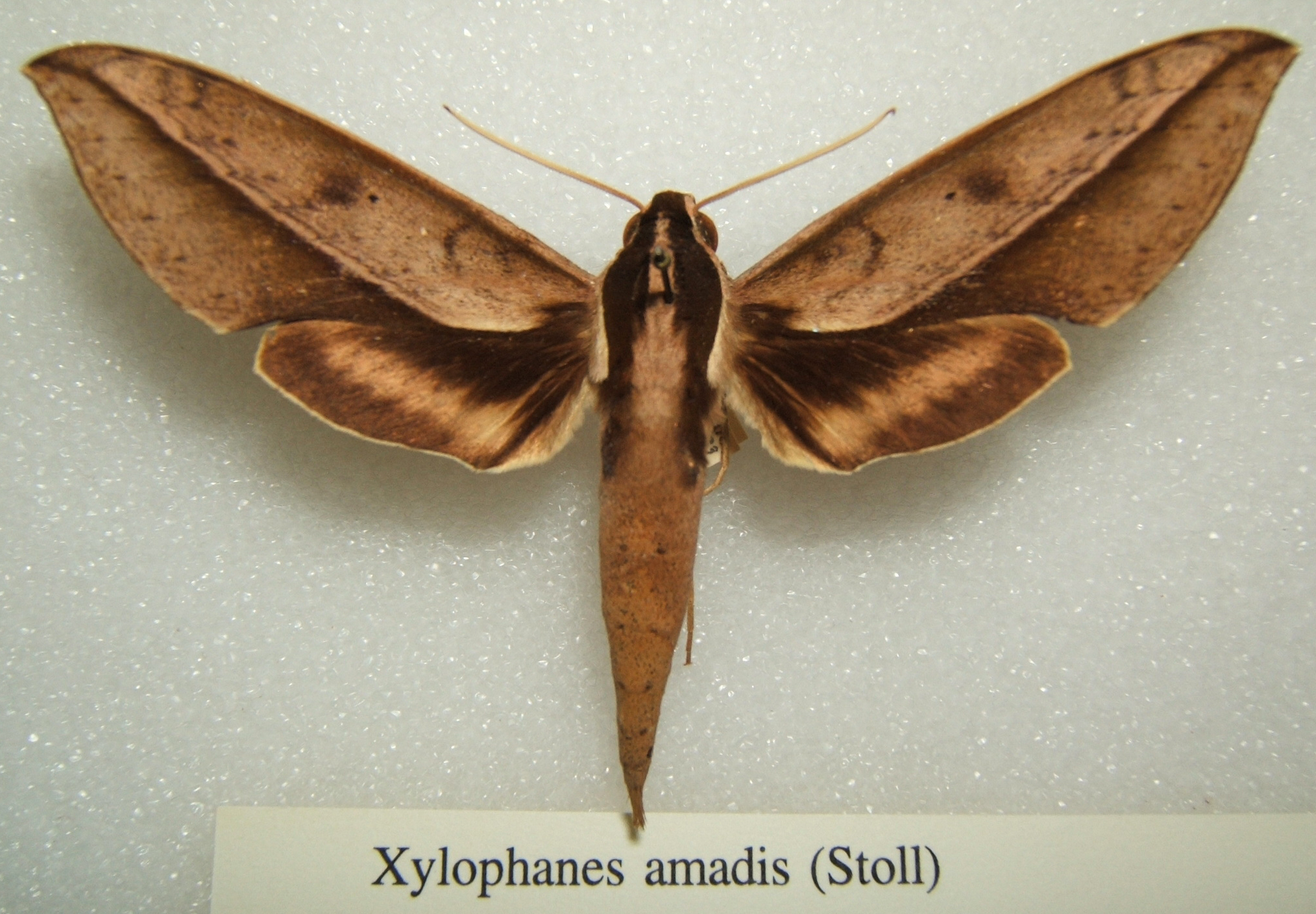